# Faculdade de Medicina da Universidade de São Paulo
A Faculdade de Medicina da Universidade de São Paulo (FMUSP) é uma unidade de ensino, pesquisa e extensão da Universidade de São Paulo (USP) voltada para as ciências médicas e da saúde localizada na capital paulista. É uma instituição de excelência no ensino de Medicina no Brasil, sendo a única Faculdade de Medicina da América Latina participante do M8 Alliance e alocada entre as 100 melhores do mundo. Além do curso de Medicina, a FMUSP também oferece vagas para os cursos de Fisioterapia, Fonoaudiologia,Terapia Ocupacional e Física Médica (oferecido em pareceria com o Instituto de Física da USP).
Foi fundada em 1912 com o nome de Faculdade de Medicina e Cirurgia de São Paulo por Arnaldo Vieira de Carvalho, médico formado em 1888 pela Faculdade de Medicina do Rio de Janeiro. Em homenagem ao fundador, a Faculdade é, ainda hoje, chamada de a "Casa de Arnaldo" por seus alunos e ex-alunos. Em 1925 teve seu nome alterado para Faculdade de Medicina de São Paulo e, em 1934, foi incorporada à recém-criada Universidade de São Paulo, passando a ter a atual designação. Está localizada na Avenida Doutor Arnaldo, em frente ao Cemitério do Araçá, São Paulo, em Pinheiros. Por esse motivo, é também muito conhecida por Faculdade de Medicina de Pinheiros, ou Medicina USP Pinheiros.
A FMUSP é a primeira faculdade de medicina da Universidade de São Paulo, que possui ainda outras duas no interior do estado: a FMRP-USP, localizada em Ribeirão Preto e a FMBRU-USP, localizada em Bauru.

## História

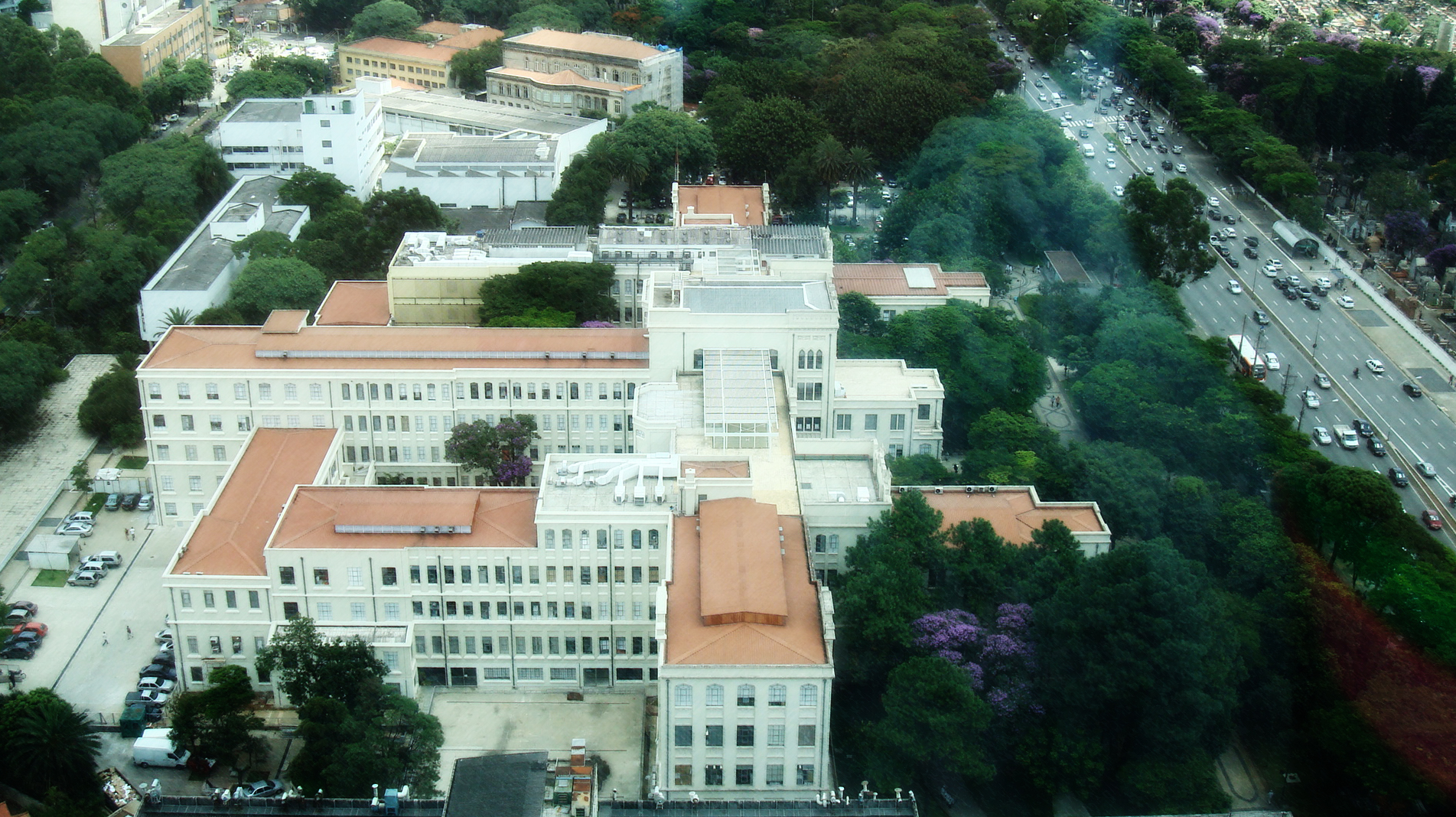
Vista aérea da FMUSP

A FMUSP foi fundada oficialmente em 24 de novembro de 1891 pela Lei nº 19 como "Academia de Medicina, Cirurgia e Pharmacia de São Paulo". Foi implantada em 19 de dezembro de 1912, pelo governador do estado de São Paulo, Francisco de Paula Rodrigues Alves, o que levou à criação do curso da "Escola de Medicina e Cirurgia de São Paulo". Em abril do ano seguinte, o governador anuncia a inauguração da "Faculdade de Medicina e Cirurgia" e confia a direção da mesma ao cirurgião Arnaldo Vieira de Carvalho.  A aula inaugural da rebatizada Faculdade de Medicina e Cirurgia de São Paulo foi ministrada apenas em 2 de abril de 1913 no salão nobre da Escola Politécnica por Edmundo Xavier. Seu centro acadêmico, nomeado em homenagem a Oswaldo Cruz, foi fundado no mesmo ano.
As primeiras nomeações de professores aptos a dar aula na faculdade saíram em 1913. Entre elas, destacam-se Edmundo Xavier (física médica), Celestino Bourroul (física médica e história natural médica) e outros. Naquele mesmo ano ocorreu a nomeação dos doutores João de Aguiar Pupo (preparador de química médica) e Guilherme Bastos Milward (química médica). No começo de sua trajetória, a faculdade foi instalada nas dependências da Escola Politécnica e da Escola de Comércio Álvares Penteado. Em seguida foi transferida para um prédio alugado, localizado na Rua Brigadeiro Tobias. Nos fundos das instalações, foi construído um anfiteatro, onde funcionavam as cadeiras de anatomia, física, química, fisiologia, história natural entre outras.
Um pouco mais à frente na mesma rua, havia um outro prédio alugado pela universidade, que era a antiga residência da Marquesa de Santos. Neste espaço atuavam as cadeiras de histologia, anatomia patológica, microbiologia e patologia clínica.
Em 1916, de acordo com a Lei nº 1.504, foi permitida a implantação de um edifício próprio para a faculdade. Todavia isso não ocorreu, tendo sido arrendado um terceiro prédio, destinado à cadeira de higiene.

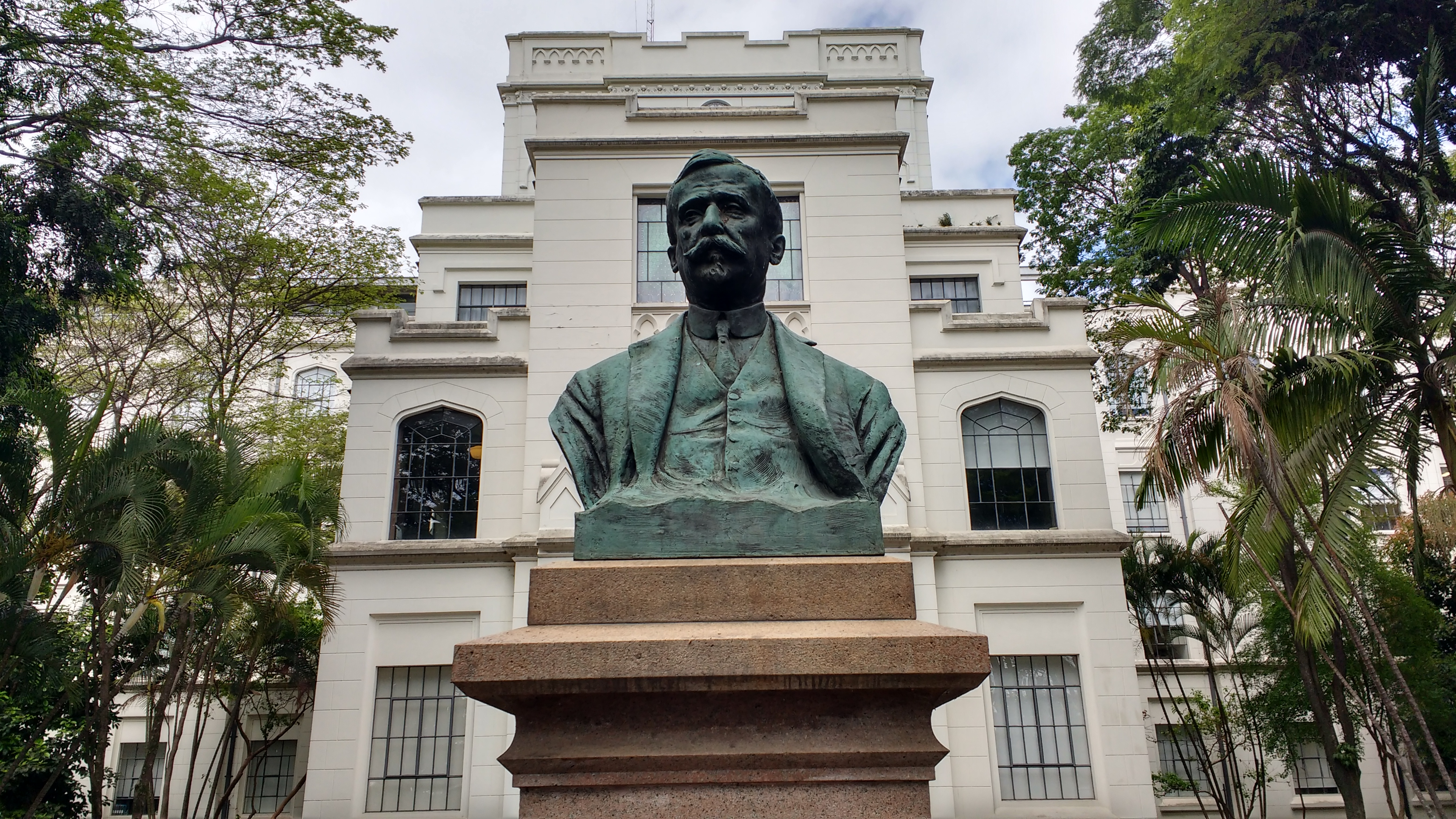
Busto de Arnaldo Vieira de Carvalho

A pedra fundamental da sede própria da Escola foi lançada em 25 de janeiro de 1920 em frente ao Cemitério de Araçá. Foi o último grande gesto público de Arnaldo Vieira de Carvalho, que morreu prematuramente meses mais tarde. O edifício que hoje alberga a faculdade foi concebido por Ernesto de Sousa Campos, Luís de Resende Puech e Benedito Montenegro. Construído a partir de 1928 pela Construtora Siciliano e Silva, do Eng. Heribaldo Siciliano, e em grande parte com recursos da Fundação Rockefeller, o prédio foi inaugurado em 1931. As relações entre a Fundação Rockefeller e a Faculdade muito contribuíram para o aprimoramento do curso da graduação. A Avenida Municipal, em frente à Faculdade, foi mais tarde renomeada Avenida Dr. Arnaldo, em homenagem ao fundador.
A Faculdade de Medicina passou a integrar a Universidade de São Paulo em 25 de janeiro de 1934, através do decreto 6.283. A partir dessa data a Escola recebeu a denominação que mantém até os dias de hoje. As aulas práticas de clínica e cirurgia continuaram a ser ministradas na Santa Casa de Misericórdia de São Paulo, até 1944, quando foi inaugurado o Hospital das Clínicas da Faculdade de Medicina da Universidade de São Paulo, hoje considerado o maior complexo hospitalar da América Latina.

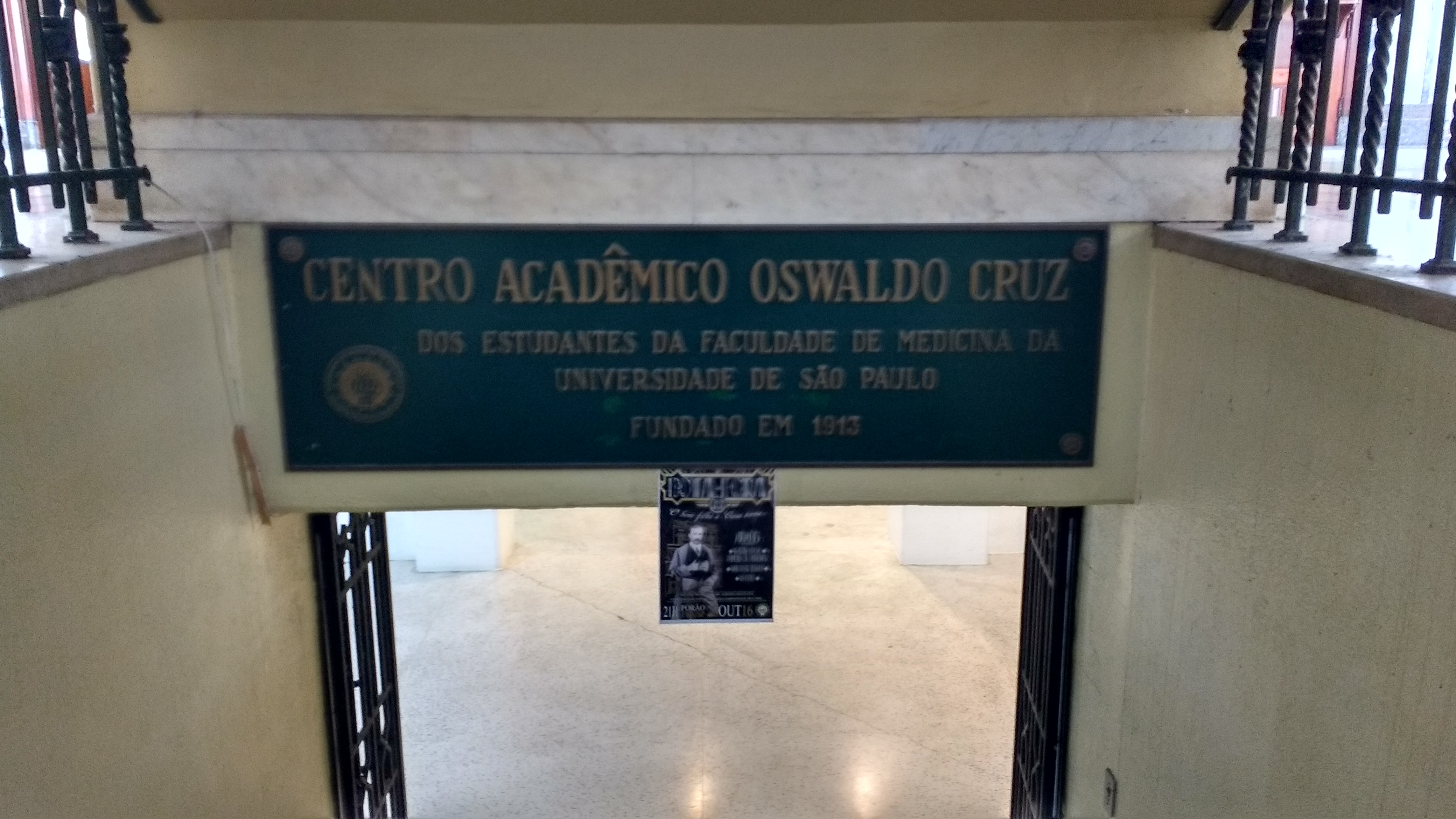
Entrada do Centro Acadêmico Oswaldo Cruz

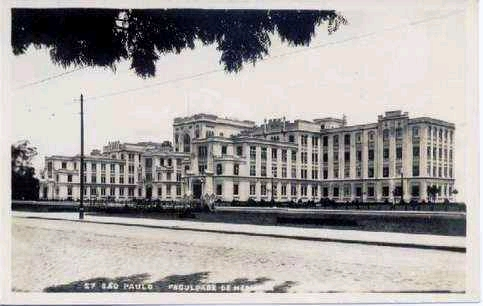
Foto posterior a 1930 do edifício sede da Faculdade de Medicina da USP.

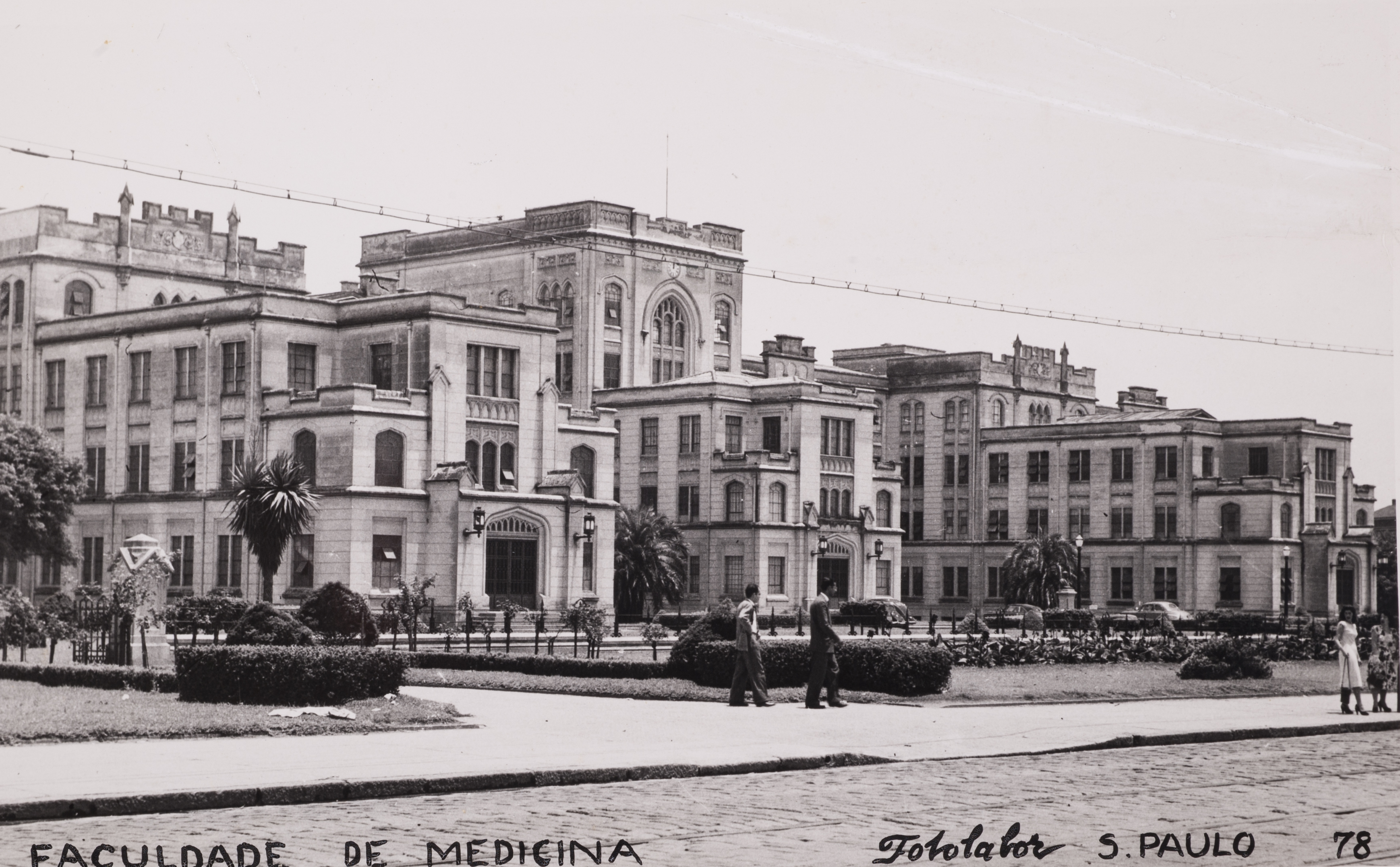
Faculdade de Medicina de São Paulo (1978)

Em 1955, foi incluída no sistema estadual de ensino superior. Em 5 de junho de 1977, foi inaugurado o Museu Histórico da Faculdade, que relembra tanto os feitos da casa quanto da medicina no país inteiro. Sua data de inauguração foi escolhida considerando que tal data também marcava a morte de Arnaldo Augusto Vieira de Carvalho, em 5 de junho de 1920. No museu se encontravam retratos a óleo de autoria de artistas como Candido Portinari e Alfredo Rocco, além de bustos de antigos professores, um deles realizado por Tarsila do Amaral. Além disso, acolhia condecorações de professores, fotografias e outras coleções.

### Publicações oficiais
Em julho de 1916 foi divulgada a primeira publicação da Revista de Medicina. Na época, o presidente da Comissão de Redação era Ernesto de Souza Campos, e obtinha a ajuda de Jaime Candelária, Altino Augusto Azevedo Antunes, Flamínio Fávero, Antônio Ferreira de Almeida Júnior, Ibrahim Madeia e J. Carvalho
A circulação do periódico Annaes da Universidade começou no em 1926 e durou até o ano de 1957, divulgando anualmente as atividades científicas da instituição. O periódico continha também trabalhos originais, resumos, dados históricos, teses e biografias.
Bisturi, assim batizado o primeiro jornal, teve sua publicação no ano de 1930. O jornal veiculava poemas, observações sobre os professores entre outras coisas.
Em julho de 2016 celebrou-se o centenário da Revista de Medicina, com reconhecimento e mensagens de autoridades como do imunologista e professor norte-americano Bruce Beutler, laureado com prêmio Nobel em 2011, além do então presidente da República Michel Temer e do então governador do estado de São Paulo Geraldo Alckmin, entre outros.[carece de fontes?]

## Arquitetura

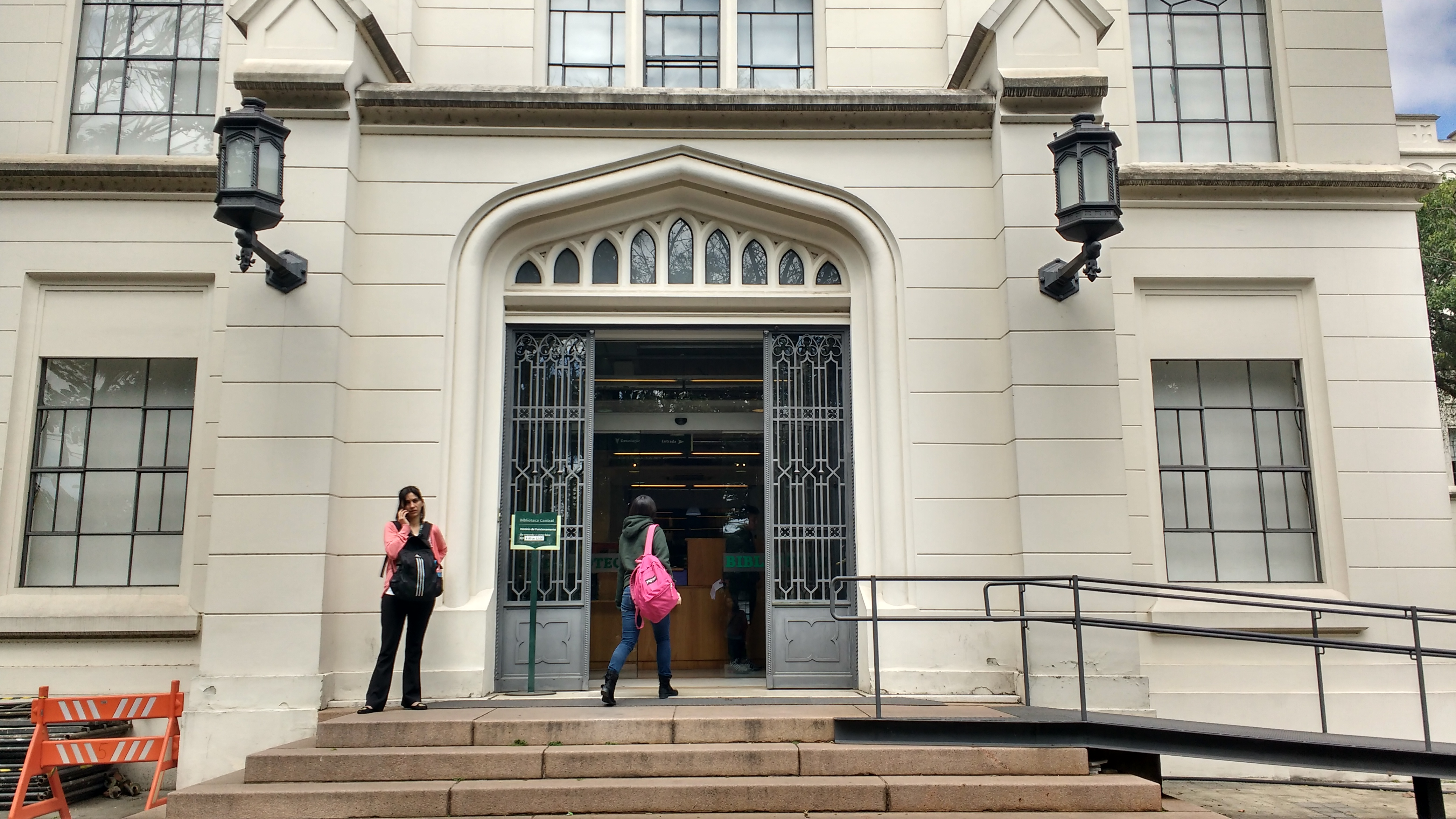
Entrada da Biblioteca

O prédio da Faculdade foi projetado por Ernesto de Souza Campos, Benedito Montenegro e Rezende Puech. Anteriormente, a Faculdade não possuía sede própria. Seu primeiro exame de admissão foi realizado na Escola de Comércio Alvares Penteado, no Largo São Francisco. A direção se localizava no número 42 da rua Brigadeiro Tobias, enquanto no número 1 da mesma rua eram realizados os cursos de Histologia, Histologia Patológica e Anatomia. A construção de um edifício próprio foi anunciada em 1912, autorizada em 17 de outubro de 1916 e sua primeira pedra lançada por Arnaldo Augusto Vieira de Carvalho em 25 de janeiro de 1920. A construção teve início em 1928 e contou com a contribuição internacional da Fundação Rockefeller, por meio do diretor de educação médica do Instituto, Richard M. Pearce. Um prédio foi cedido ao Instituto Oscar Freire, em 14 de agosto de 1974.

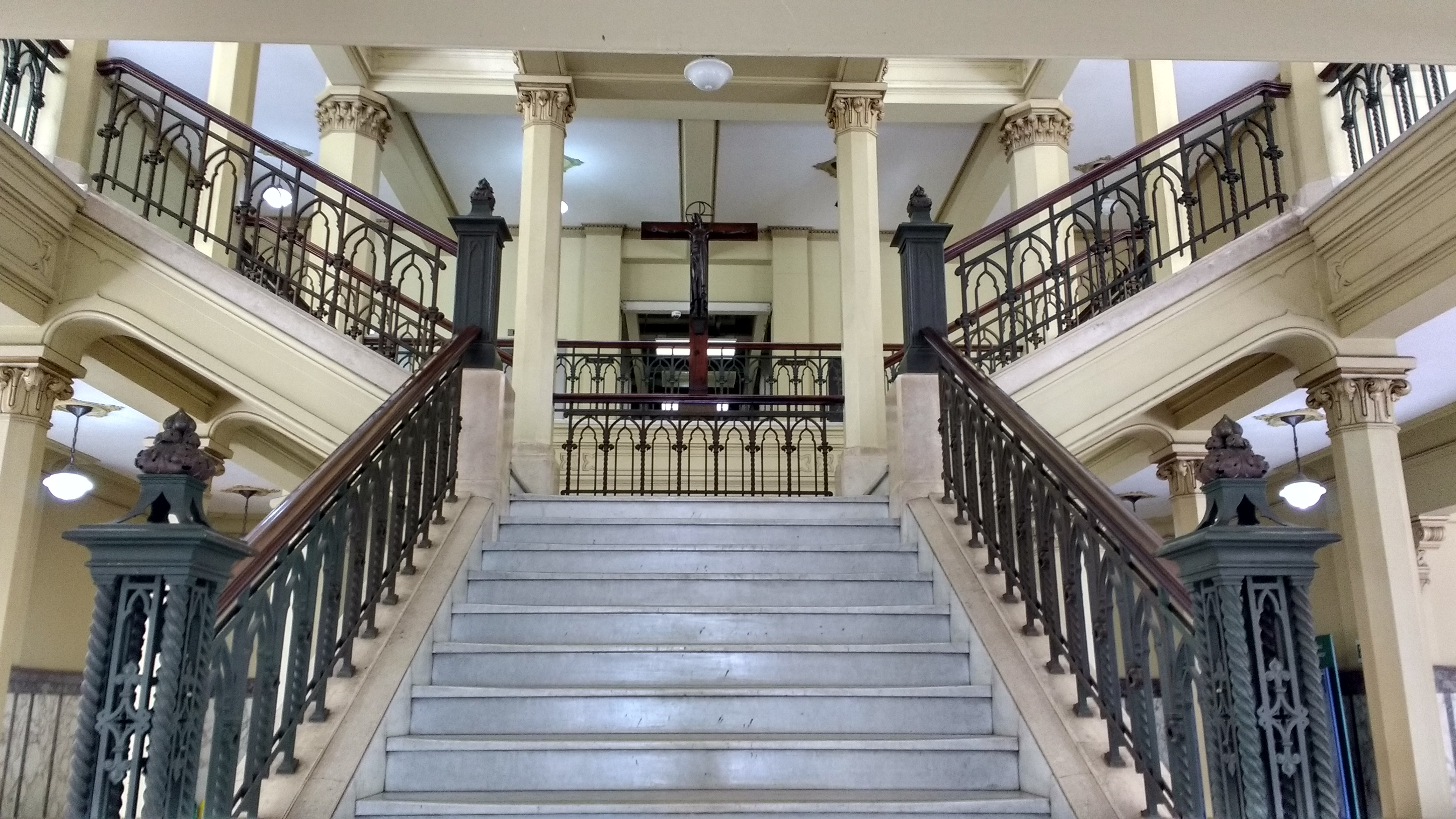
Escadarias do Edifício Central da Faculdade

Ao longo de sua história, passou por inúmeras transformações físicas que alteraram sua forma original e adaptando seus espaços às novas e crescentes exigências do ensino médico, nem sempre compatíveis com o tipo de instalações preexistentes. Consequentemente, formou-se um edifício com características e intervenções de diferentes épocas. Reformas foram realizadas no edifício, nas instalações elétricas, hidráulicas e de comunicações. Foram preservadas as demais características, como a escadaria de mármore de Carrara, as colunas centrais, os vitrais, galeria de professores falecidos e o já mencionado Museu Histórico. Três edifícios principais compõem a Faculdade: o Edifício Central ou "Casa de Arnaldo", a Biblioteca da Faculdade e o Teatro.
O grande desafio do Projeto de Restauro e Modernização da Faculdade de Medicina da USP é o de modernizar o antigo, respeitando seus aspectos histórico-culturais. Para a elaboração deste projeto foram definidas etapas de implementação dentro do Plano Diretor, onde a restauração do edifício sede se constitui na etapa inicial. Foram restauradas a fachada da faculdade, o piso histórico da entrada principal, a Biblioteca Central, os corredores centrais e um dos anfiteatros. A iluminação externa do prédio foi modificada.
A área total da Faculdade (incluindo o prédio cedido ao Instituto Oscar Freire) é de 56.374,40 metros quadrados. A área cedida ao Instituto Oscar Freire é de 4.643,70 metros quadrados.

## Significado histórico, cultural e reconhecimento
Em um momento de evolução das ciências médicas e combate a doenças como a Febre Amarela e a Peste Bubônica, a idealização de uma grande instituição de ensino focada nos estudos médicos é de enorme importância. Ainda mais sendo pública. Devido ao financiamento público, a escola passou por dificuldades financeiras, mal conseguindo se manter. Porém, em 1916, um acordo com a Fundação Rockefeller deu força à futura realização de uma própria faculdade. Se tornou, com esse apoio, umas das faculdades de medicina mais importantes do país, da América-Latina e do mundo, figurando em listas mundiais de melhores faculdades da sua categoria.

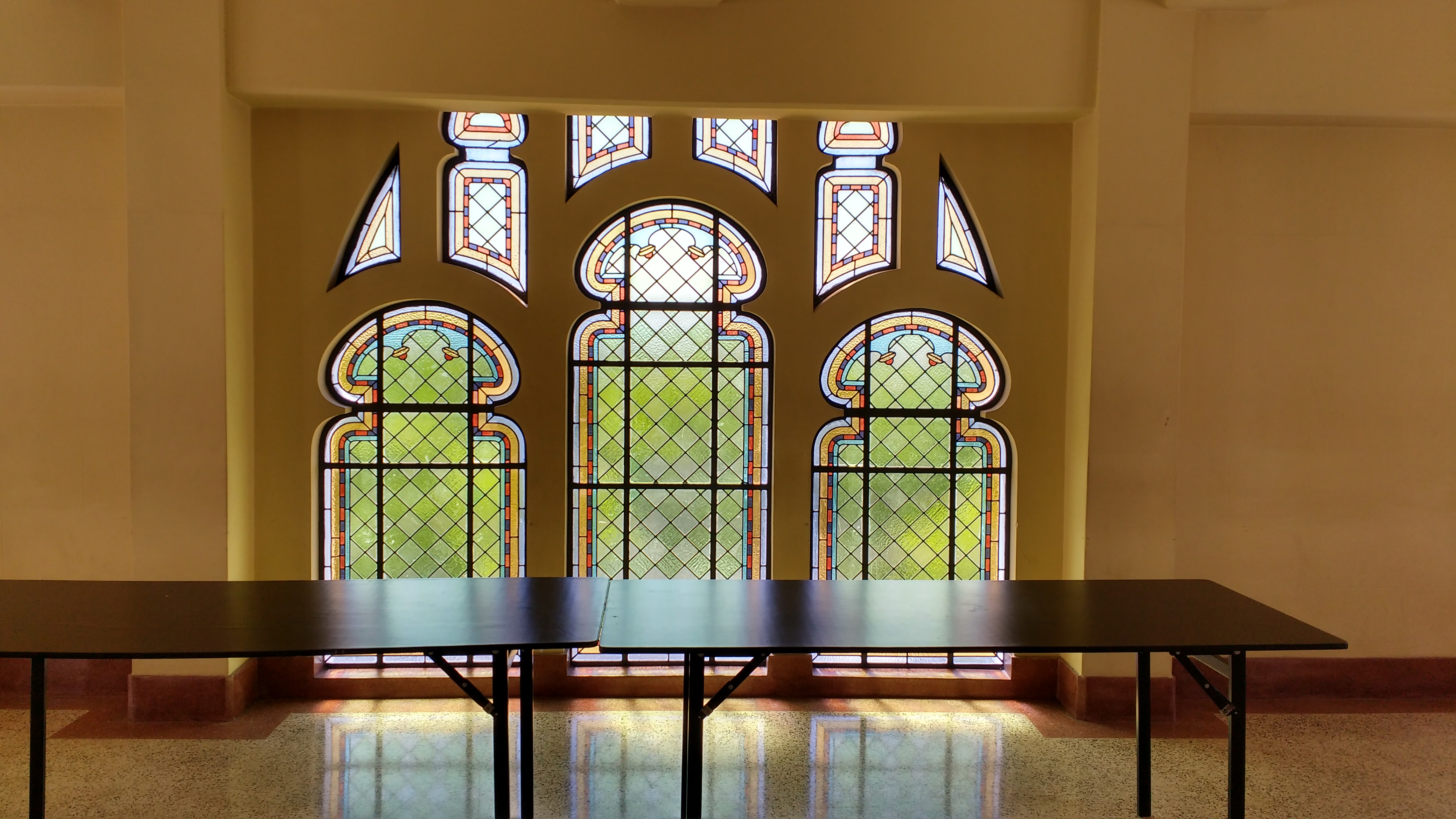
Vitrais

O tombamento do prédio da Faculdade de Medicina, a "Casa de Arnaldo", pelo Conselho de Defesa do Patrimônio Histórico, Arqueológico, Artístico e Turístico (CONDEPHAAT), em 16 de março de 1981, reconheceu-o como um bem cultural e refere-se ainda ao papel que representou na História da Medicina Brasileira. As propostas que definiram a ideia da criação da Faculdade partiram do reconhecimento do papel da pesquisa científica e, com ele, a necessidade da instituição de espaços físicos modeladores no padrão da época.
O tombamento, portanto, assegurou definitivamente a preservação do centro de ensino médico. A Faculdade de Medicina, seja no que diz respeito à construção dos prédios e instalação dos laboratórios ou com relação à sua organização funcional e orientação pedagógica, representou para o país um enorme avanço técnico, científico e cultural, sendo reconhecida e prestigiada mundialmente.

## Departamentos
A Faculdade de Medicina da USP conta com 17 departamentos em diversas áreas das ciências da saúde. São eles: 
- Departamento de Cardiopneumologia;
- Departamento de Cirurgia;
- Departamento de Clínica Médica;
- Departamento de Dermatologia;
- Departamento de Fisioterapia, Fonoaudiologia e Terapia Ocupacional (FOFITO);
- Departamento de Gastroenterologia;
- Departamento de Infectologia e Medicina Tropical;
- Departamento de Medicina Legal, Bioética, Medicina do Trabalho e Medicina Física e Reabilitação;
- Departamento de Medicina Preventiva;
- Departamento de Neurologia;
- Departamento de Obstetrícia e Ginecologia;
- Departamento de Oftalmologia e Otorrinolaringologia;
- Departamento de Ortopedia e Traumatologia;
- Departamento de Patologia;
- Departamento de Pediatria;
- Departamento de Psiquiatria;
- Departamento de Radiologia e Oncologia.

## Cursos de graduação
Além de oferecer o curso de Medicina, seu carro-chefe, a FMUSP também oferta vagas para os cursos de Fisioterapia, Fonoaudiologia, Terapia Ocupacional e Física Médica (oferecido em pareceria com o Instituto de Física da USP).

## Alunos notáveis
- Adib Jatene
- Alexander Moreira-Almeida
- Ana Claudia Quintana Arantes
- André Teixeira Lima
- Angelita Habr-Gama
- Drauzio Varella
- Euryclides de Jesus Zerbini
- Jairo Bouer
- João Targino de Araujo
- Miguel Nicolelis
- Paulo Vanzolini

## Polêmicas e controvérsias
Em 1999, a faculdade entrou nas páginas policiais quando o aluno Edison Tsung Chi Hsueh foi encontrado morto na piscina da Associação Atlética Acadêmica Oswaldo Cruz após o trote. Nos anos seguintes, o trote passou a ser desencorajado pela  Universidade de São Paulo, que chegou a criar um sistema de "disque-trote" pelo qual calouros que se sentissem vítimas de trotes violentos e/ou de mau gosto poderiam denunciar anonimamente os agressores, levando à abertura de uma apuração do caso. As medidas surtiram efeitos positivos principalmente na FMUSP, cuja Diretoria, além de apurar as denúncias recebidas, passou a financiar as Instituições e Extensões a promoverem atividades de recepção mais acolhedoras, desprovidas de qualquer tipo de trote, ao longo da Semana de Recepção aos Calouros, estabelecida em toda a Universidade de São Paulo. Em teoria, os trotes são proibidos na FMUSP desde 1999.
Porém, denúncias de trotes violentos contra calouros continuam a surgir, como no caso do Show Medicina, evento anual promovido por alunos da Faculdade, um tipo de espetáculo teatral. Relatos de estudantes revelam um processo de humilhação de calouros antes de sua integração. Um dos estudantes consultados por uma CPI (Comissão Parlamentar de Inquérito) realizada no início de 2015, disse em seu relato que certos calouros são levados para um sala da faculdade, são despidos e veteranos jogam bebidas em seus corpos, depois forçando-os a beber até passarem mal. Segundo o mesmo estudante, escolhem quem será punido seja aleatoriamente, ou como punição ao atraso de chegada ao show ou crítica realizada ao mesmo.
Ao longo dos anos, outra polêmica a ser notada em relação à Faculdade são os casos de estupro e a resposta institucional a eles. No ano de 2016, em Maio, alunas protestaram contra a realização da festa "Bosque", conhecida por casos de violência sexual e homofobia, como o estupro de uma estudante em 2011 e a agressão de um aluno LGBT pelos próprios seguranças. No mês de outubro de 2016, o caso de um aluno acusado de dopar e estuprar alunas em festas chamou a atenção. Após suspensão, ele iria se formar. Professoras, alunas e outros manifestantes cobraram que a Faculdade não lhe desse o diploma ou registro profissional. Maria Ivete Castro Boulos, médica responsável por coordenar órgão (criado em 2014) de assistência a vítimas de violência sexual dentro da faculdade, pediu à reitoria para que impedisse a colação de grau do aluno. Foi afastada do cargo em 14 de outubro.   Em meados de Novembro, o Cremesp (Conselho Regional de Medicina do Estado de São Paulo) anunciou que iria indeferir o CRM (registro profissional) do aluno.